# Litoria umarensis
Litoria umarensis és una espècie de granota de la família dels hílids. Es troba a l'oest de Nova Guinea (Indonèsia), a la Badia Umar, a la base de la Península de Wandammen, encara que és possible que la seva distribució sigui més àmplia. S'ha trobat als 5-10 metres d'altitud. Es coneix poc sobre l'estat de les poblacions, encara que sembla comuna a les localitats on habita.
Les dues poblacions conegudes estan en pantans temporals en boscos inundats, tant en àrees espesses i tancades com en zones amb arbustos i als marges. Els exemplars trobats estaven a 1-2.5 metres del terra, sobre fulles, en aquestes àrees pantanoses.